# Протасова, Лариса Иннокентьевна
Лари́са Инноке́нтьевна Прота́сова ― советская бурятская балерина, Народная артистка Бурятской АССР (1978), Заслуженный работник культуры Российской Федерации, кандидат искусствоведения, профессор, солистка балета Бурятского государственного академического театра оперы и балета имени Народного артиста СССР Г.Ц. Цыдынжапова с 1966 года.

## Биография
Родилась 4 сентября 1947 года в Улан-Удэ, Бурятская АССР, РСФСР в семье преподавателей. Приходится родной сестрой Виликтону Иннокентьевичу Баранникову, советскому боксёру, серебряному призёру Олимпийских игр 1964 года, чемпиону Европы 1965 года, заслуженному мастеру спорта СССР. 
Поступила в Ленинградское государственное хореографическое училище имени А.Я. Вагановой, которое окончила в 1966 году. В училище занималась в классах педагогов Е.Н. Громова (младшие классы) и Н.В. Беликова (в старших).
В 1966 году Протасова была принята в балетную труппу Бурятского государственного академического театра оперы и балета имени Народного артиста СССР Г.Ц. Цыдынжапова, где служила несколько десятилетий. Также в 1966 году стала работать преподавателем классического танца в Бурятском государственном хореографическом училище.
Лариса Протасова создала немало очень живых, запоминающихся образов, среди них такие партии, как: Аннель («Большой вальс» на музыку Иоганна Штрауса), Эсмеральда в одноимённом балете Цезаря Пуни, Фригия в «Спартаке» Арама Хачатуряна, Ангара («Красавица Ангара» Льва Книппера и Бау Ямпилова), Жизель в одноимённом балете Адольфа Адана, Гаянэ и Нунэ в «Гаянэ» А. Хачатуряна, Ширин в «Легенде о любви» А. Меликова, Золушка в одноимённом балете Сергея Прокофьева, Мария в «Бахчисарайском фонтане» Бориса Асафьева, Китри в «Дон Кихоте» Людвига Минкуса, Бонасье в «Трёх мушкетёрах» Вениамина Баснера, Лиза в «Тщетной предосторожности» Л. Герольда, Ева в «Сотворении мира» Андрея Петрова и другие.
С 1997 по 2003 год Протасова была художественным рукуводителем Бурятского хореографического училища. С 2003 года преподаёт профессором в Восточно-Сибирской государственной академии культуры и искусства на кафедра педагогики балета. Также работала в городе Пусан, Южная Корея.
В ноябре 2007 года защитила кандидатскую диссертацию на тему «Бурятский балет: истоки, этапы развития, взаимодействие национальной традиции и классического танца».
За большой вклад в развитие балетного искусства Лариса Иннокентьевна Протасова была удостоена почётных званий «Народная артистка Бурятской АССР» в 1978 году и «Заслуженный работник культуры Российской Федерации».